# Šmalkaldenska zveza
Šmalkaldenska zveza (nemško Schmalkaldischer Bund) je zveza, ki so jo sklenili protestantski knezi in mesta pod vodstvom saškega volilnega kneza Ivana Stanovitnega in hessenskega deželnega grofa Filipa I. proti cesarju Karlu V. v obrambo protestantske vere.
Potem ko je cesar Karel V. leta 1530 na državnem zboru v Augsburgu zavrnil veroizpoved, ki so jo predložili pristaši Lutra in jo poznamo kot augsburška veroizpoved (confessio Augustana), je državnim stanovom, ki se niso pokoravali cesarjevi volji, po zakonih Svetega rimskega cesarstva grozila t. i. Reichsexekution, pokoritev z vojaško silo. Da bi se pred njo zavarovali, so že koncem leta 1530 sklenili obrambno zvezo: dežele Volilna Saška, Hessen, Anhalt-Bernburg, Mansfeld, Braunschweig-Lüneburg in -Grubenhagen, Erbach ter mesti Magdeburg in Bremen. V začetku naslednjega leta se jim je pridružilo še kakih deset mest pod vodstvom Strasbourga in 27. februarja 1531 so v Schmalkaldenu (Turingija) podpisali pogodbo, v kateri so priznali augsburško veroizpoved in se zavezali, da si bodo medsebojno vojaško pomagali v primeru, ko bodo napadeni zaradi protestantske veroizpovedi. Vodenje zveze sta izmenično prevzeli tedaj najmočnejši med njimi, Volilna Saška in Hessen. Pogodbo so podpisali za 6 let in jo leta 1537 obnovili za 10 let.
Šmalkaldenska zveza je veliko prispevala k širitvi protestantizma v Nemčiji. Vanjo so vstopali vedno nove dežele in mesta. Širilo se je spoznanje, da prinaša protestantizem tudi gospodarske koristi, saj omogoča sekularizacijo cerkvenega imetja in njegovo vključitev v deželno posest. S časom je zveza dobivala tudi vse bolj političen značaj. Z njo sta simpatizirala francoski kralj Franc I. in turški sultan Sulejman Veličastni.
Vse večja moč in samostojnost lokalnih gospodov seveda ni bila po godu cesarju. Kot veren katoličan je bil tudi trdno prepričan, da cesarstvo mora ostati enotno in katoliško. A petnajst let neprestanih vojn, največ s Turki in Francozi, mu ni omogočalo, da bi se posvečal notranjim problemom cesarstva. V tem času šmalkaldenska zveza ni imela veliko dela z obrambo protestantizma, začela pa se je v 1540-tih letih krhati navznoter.
Pojavljati so se začela nasprotja med luteranci in drugimi različicami protestantizma, ki jih augsburška veroizpoved ni podpirala. Za bolj zadržane članice je bila moteča druga poroka (bigamija) hessenskega deželnega grofa Filipa, zaradi katere je moral dati cesarju določene obljube, ki so bile v nasprotju z interesi zveze. Mnoge članice se niso strinjale s politiko saškega volilnega kneza Ivana Friderika I. (leta 1532 je nasledil očeta Ivana Stanovitnega), ki je prvotni obrambni značaj zveze vse bolj obračal v napadalno protihabsburško naravnanost. Višek takšnega delovanja je bil napad obeh voditeljev zveze (Ivan Friderik I. Saški in Filip Hessenski) leta 1542 na kneževino Braunschweig-Wolfenbüttel, ki nikakor ni bil v skladu s statutom zveze (pa čeprav sta napad opravičevala kot preventivno potezo, saj je knez, zagrizen katoličan in nasprotnik protestantov, že dolgo grozil, da bo zavzel članici zveze, mesti Goslar in Braunschweig). Mnogi člani zveze so tedaj svarili, da bo napad slej ko prej izzval odziv cesarja. Takšne zadeve so hromile delovanje zveze, ki je že leta 1542 prenehala biti normalno operativna.
Leta 1546 je cesar Karel V. z mirom v Crepyju zaključil vojno s Francozi v Italiji in se posvetil razmeram v Nemčiji. Papež Pavel III. je bil pripravljen plačati najemniško vojsko za boj proti protestantom. Cesar je izobčil oba voditelja šmalkaldenske zveze (formalno zaradi napada na Braunschweig-Wolfenbüttel) in s tem prestrašil nekaj članov zveze, da so prestopili v njegov tabor. Z Mavricijem Saškim je sklenil pogodbo, v kateri mu je za sodelovanje obljubil volilni naslov bratranca Ivana Friderika in ozemlja, ki so bila na ta naslov vezana. Sledila je t. i. šmalkaldenska vojna, v kateri je cesar leta 1547 zmagal in zaprl oba voditelja zveze. Istočasno se je iztekla tudi pogodba, podpisana v Schmalkaldenu. Niso je več obnavljali, zveza je razpadla.